# 鳴尾村 (愛知県)
鳴尾村（なるおむら）は、かつて愛知県愛知郡にあった村。現在の名古屋市南区大同町・丹後通・南野・元鳴尾町・鳴尾・上浜町・要町・天白町・源兵衛町・三吉町・鳴浜町・鳴尾町・鶴見通・松下町・白水町・元柴田東町・元柴田西町・柴田本通・柴田町の各一部または全域にあたる。

## 沿革
- 1868年（明治元年） - 柴田新田が南柴田村[3]と北柴田村に分立する。
- 1876年（明治9年） - 牛毛荒井村、北柴田村、柴田屋新田、鳴海伝馬新田、源兵衛新田、丹後江新田、神徳新田[4]が合併し、鳴尾村となる。
- 1889年（明治22年）10月1日 - 町村制施行に伴い愛知郡鳴尾村が村制施行し、鳴尾村が成立[1]。
- 1906年（明治39年）5月10日 - 愛知郡笠寺村、星崎村と合併し、笠寺村を新設し消滅[1]。
- 1921年（大正10年）8月22日 - 名古屋市に編入され、名古屋市南区の一部となる。